# روت کپیتال
روت کپیتال (انگلیسی: Roth Capital Partners) شرکت سرمایه‌گذاری آمریکایی است، که در سال ۱۹۸۴ تأسیس شد.